# 尹勢銀
尹勢銀（：／ Yoon Se Eun，2003年6月14日—），艺名为SEEUN（中文：势银，朝鲜语：세은），是韩国女歌手。2020年以High Up娱乐旗下女团STAYC出道，担任官方副唱。

## 活动经历
- 曾是Kiana Entertainment旗下兒童演員，拍攝廣告戲劇等，也曾是Play M娛樂(現為IST娛樂)練習生。

- 至2020年9月為止，練習期總共大約2年7個月，其中於High Up娛樂約11個月。[10]

- 2020年11月12日，發行首張單曲專輯《Star To A Young Culture》，主打〈SO BAD〉，以女团STAYC成员出道，並且擔任副唱。[11]

- 2021年4月8日，發行第二張单曲專輯《STAYDOM》，以主打〈ASAP〉回归。
- 2021年9月6日，發行第一張迷你專輯《STEREOTYPE》，以主打〈색안경 (STEREOTYPE)〉回歸。
- 2022年2月21日，發行第二張迷你專輯《YOUNG-LUV.COM》，以主打〈RUN2U〉回歸。
- 2022年7月19，發行第三張單曲專輯《WE NEED LOVE》，以主打〈BEAUTIFUL MONSTER〉回歸。
- 2022年11月23日，發行首張日文單曲《POPPY》，以主打〈POPPY〉於日本出道。

## 外部連結
- STAYC的韓國官方網站 （页面存档备份，存于）